# Гамбезон
Гамбезон (акетон) е исторически термин за средновековна броня, носена и като връхна дреха, най-близко до ватенка. Изработвала се е от пришити насложени пластове текстилна тъкан като съвременна бронежилетка с много вариации на влагане на конски косми, вата/кече, слама или импрегниране със сол за повишаване на защитата срещу режещо-прободно хладно оръжие. В зависимост от имуществения ценз е била за богатите рицари допълнителна броня/амортизираща дреха под металните доспехи, докато за бедните войници пехотинци е основна броня. Конете на рицарите също са обличани в гамбезон. Използвана в периода от Тъмните векове (6 – 10 в.) до XV век в Европа. Същата броня като технология е позната и в Средна Азия и Близкия изток, но поради климатичните особености е носена върху металната броня с цел термоизолация.